# HAZOP
HAZOP  (англ. HAZARD and OPERABILITY , Опасность и Работоспособность) это процесс детализации и идентификации проблем опасности и работоспособности системы, выполняемый группой специалистов. Исследование HAZOP предназначено для идентификации потенциальных отклонений от целей проекта, экспертизы их возможных причин и оценки их последствий. Исследование HAZOP, подобно методам FMEA и RUA направлено на идентификацию видов отказов процесса, системы или процедуры, их причин и последствий и является международным стандартом.

## История
В 1963 году группа из трех человек в течение четырех месяцев по три раза в неделю собиралась с целью анализа и изучения конструкции нового завода по производству фенола и применяла внутренний метод разработанный в компании. Они начали с методики, которая называлась Critical Examination и позволяла искать альтернативы конструкции, но затем отказались от нее для поиска отклонений. Метод, который был дальше использован в компании, назывался Operability Studies. Это было исследование работоспособности - условий и состояний объекта, при которых сохраняется или нарушается его целевая функциональная способность. Основная идея метода – изучить, как поведет себя объект, если какие-то части объекта будут неисправны в ходе технологического процесса. В 1974 году по предложению Института химического машиностроения (IChemE) изучение данной процедуры было включено в Недельный курс безопасности политехнического колледжа Мидлсбурга (университет – Teesside University, Великобритания).  До некоторого времени термин HAZOP не использовался в официальных публикациях. Первым термин ввел в обиход Тревор Клетц  в 1983 году.
В России, метод был легализован с выходом стандарта ГОСТ Р 51901.11- 2005 (МЭК 61882:2001) и благодаря крупным химическим компаниям стал получать более широкое распространение  в России. Метод используется как проектными организациями, так и промышленными предприятиями.
Так ряд компаний разработали внутренние стандарты по аналогии с методом HAZOP, например Газпром Архивная копия от 15 июля 2020 на Wayback Machine или полностью приняли метод HAZOP к применению, как в компании BP.

## Метод
Характерная особенность исследования HAZOP — проведение экспертизы, в процессе которой группа специалистов в области различных научных дисциплин под руководством лидера систематически исследует соответствующие части проекта или системы. Метод позволяет идентифицировать отклонения от целей проекта системы, используя базовый набор ключевых управляющих слов. Методика направлена на стимуляцию воображения участников для идентификации проблем опасности и работоспособности системы. Метод HAZOP следует рассматривать как расширение качественного исследования проекта, использующего экспериментальные методы.
HAZOP и подобные методы применяют для идентификации опасности, при этом их основная цель состоит в систематической проверке наличия опасностей. Если опасности обнаружены, то такие методы помогают понять, как эти опасности могут привести к негативным последствиям, и как этих последствий можно избежать путем внесения изменений в процесс.
Согласно нормативно-правовым актам РФ в области промышленной безопасности, разработка технологического процесса, применение технологического оборудования, выбор типа отключающих устройств и мест их установки, средств контроля должны быть обоснованы результатами анализа опасностей технологических процессов. Таким образом, при разработке технологического процесса применение одного из методов анализа опасностей обязательно.

## Управляющие слова
В основе исследований HAZOP лежит «экспертиза управляющего слова», которая представляет собой целенаправленный поиск отклонений от целей проекта. Для облегчения экспертизы систему разделяют на части.
Пример основных управляющих слов.
| Управляющее слово | Смысл                        |
| Нет               | Полное отрицание             |
| Больше            | Увеличение количества        |
| Меньше            | Уменьшение количества        |
| Также как         | Качественное изменение       |
| Часть             | Качественное изменение       |
| Замена            | Логическая противоположность |
| Другой            | Полная замена                |

Одним из недостатков метода HAZOP является то, что исследование сложной системы должно проводиться совместно с другими подходящими методами. Наиболее часто метод HAZOP совмещается с методами указанными в таблице.
Сравнение метода HAZOP с другими методиками анализа
| МЕТОД                     | HAZOP | FMEA                                                                                     | RUA | LOPA |
| Назначение метода анализа | Общий процесс идентификации опасностей, направленный на выявление слабых мест                                              | Анализ критичности каждого вида отказа. Идентификация видов и процесса развития отказов  | Анализ всех вероятных «не желательных» сценариев, направленный на управление безопасностью процессов на химическом предприятии | Анализ уровней защиты. Позволяет оценить средства управления и их эффективность с помощью анализа барьеров.                                             |
| Способ анализа            | Анализ основан на создании «искусственных» отклонений от проектных параметров. При этом оценивается критичность отклонений | Основан на оценке вероятности того, что исследуемый вид отказа приведет к отказу системы | Исследование тяжести и вероятности наступления не желательного события в рассмотренном сценарии с учетом средств защиты. Включает в себя рассмотрение последствий отказов и влияние, как на работоспособность предприятия, так и на безопасность в области охраны труда | Основан на выборе пар причин и последствий и идентификации уровней защиты, которые могут предотвратить причину, приводящую к нежелательному последствию |
| Управляющие слова         | Управляющие слова: нет, больше, меньше, другой                                                                             | Нет управляющих слов                                                                     | Перечень управляющих слов, в зависимости от рассматриваемого оборудования или операции | Нет управляющих слов |

Отличие исследования HAZOP от метода FMEA заключается в том, что при применении исследования HAZOP рассматривают нежелательные результаты и отклонения от намеченных результатов и условий для поиска возможных причин и видов отказа, тогда как в методе FMEA анализ начинают с идентификации видов отказа.